# Cucina tartara
La cucina tartara è principalmente la cucina dei tartari del Volga, che vivono in Tatarstan, in Russia e nelle aree circostanti.

## Storia
La cucina dei tartari del Volga trae origine dalla cucina dei bulgari del Volga, che un tempo erano nomadi, ma quasi 1500 anni fa si sono rivolti all'agricoltura e sono stati assimilati nelle società agricole locali.
La cucina tartara era influenzata dai popoli circostanti: russi, mari, udmurti e anche popoli dell'Asia centrale, in particolare uzbeki. Piatti come il pilaw (pilaf), l'halvah (xälwä) e il sorbetto (şirbät) sono entrati molto tempo fa nella cultura tartara. I tartari hanno familiarizzato con molti elementi della cucina russa all'inizio della loro storia. Tuttavia, le influenze culinarie e una maggiore varietà di prodotti non hanno cambiato le caratteristiche etniche di base della cucina tartara, ma l'hanno invece resa più diversificata.
Anche la geografia e la natura furono determinanti nella formazione della cucina tartara. La posizione dei Tartari al confine di due zone geografiche: le foreste settentrionali e la steppa meridionale, e anche nel bacino di due grandi fiumi: il Volga e il Kama incoraggiarono il commercio e arricchirono notevolmente la cucina nazionale. I tartari hanno conosciuto presto nella loro storia riso, tè, frutta secca, noci, condimenti e spezie.
La cucina tartara fa molto affidamento sui principali prodotti agricoli della regione: cereali e bestiame. Frutta e verdura erano molto meno sviluppate nell'agricoltura della regione, sebbene l'importanza relativa della patata iniziò ad aumentare dalla fine del XIX secolo. Le verdure locali includevano cipolle, carote, rafano, rape, zucche, barbabietole e, in piccole quantità, anche cetrioli e cavoli. I frutti venivano coltivati principalmente nei frutteti sulla riva destra del Volga, tra cui mele locali, ciliegie, lamponi e ribes. Le foreste erano una fonte di bacche selvatiche, noci, luppolo, pastinaca di mucca, acetosa, menta e porri selvatici comuni. I funghi non erano tipici della cucina tradizionale tartara e hanno iniziato ad essere utilizzati solo di recente, soprattutto tra la popolazione urbana. Bovini e pecore fornivano carne di manzo e montone, entrambi ugualmente popolari tra i tartari. La carne di cavallo veniva consumata bollita, salata e stagionata. Il latte veniva utilizzato principalmente nei prodotti lattiero-caseari, come cagliata, panna acida, ecc. Il pollame era diffuso nelle fattorie locali (galline, oche) e le uova erano un piatto popolare, consumato in varie forme. L'apicoltura nella fascia foresta-steppa produceva un'abbondanza di miele per il consumo locale.

## Cucina tradizionale tartara

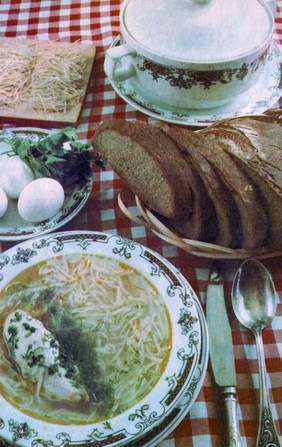
Şulpa con le tagliatelle

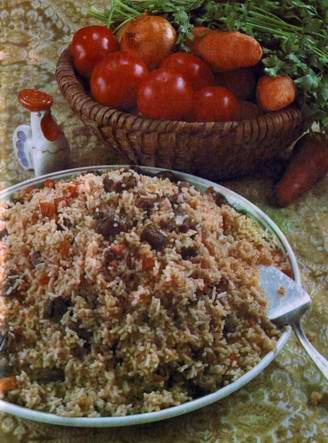
Pilaw (pilaf)

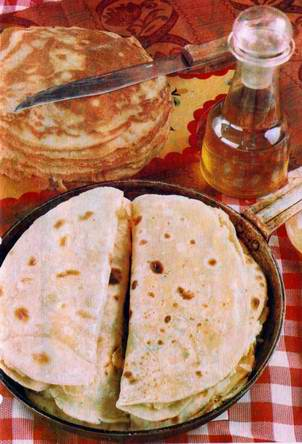
Qıstıbí

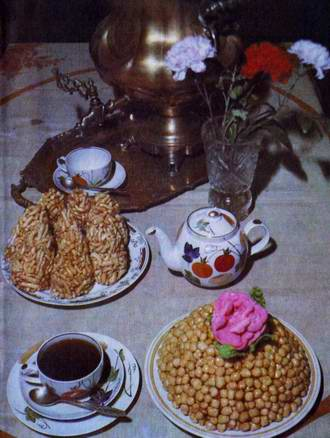
Boxara käläwäse e çäkçäk.

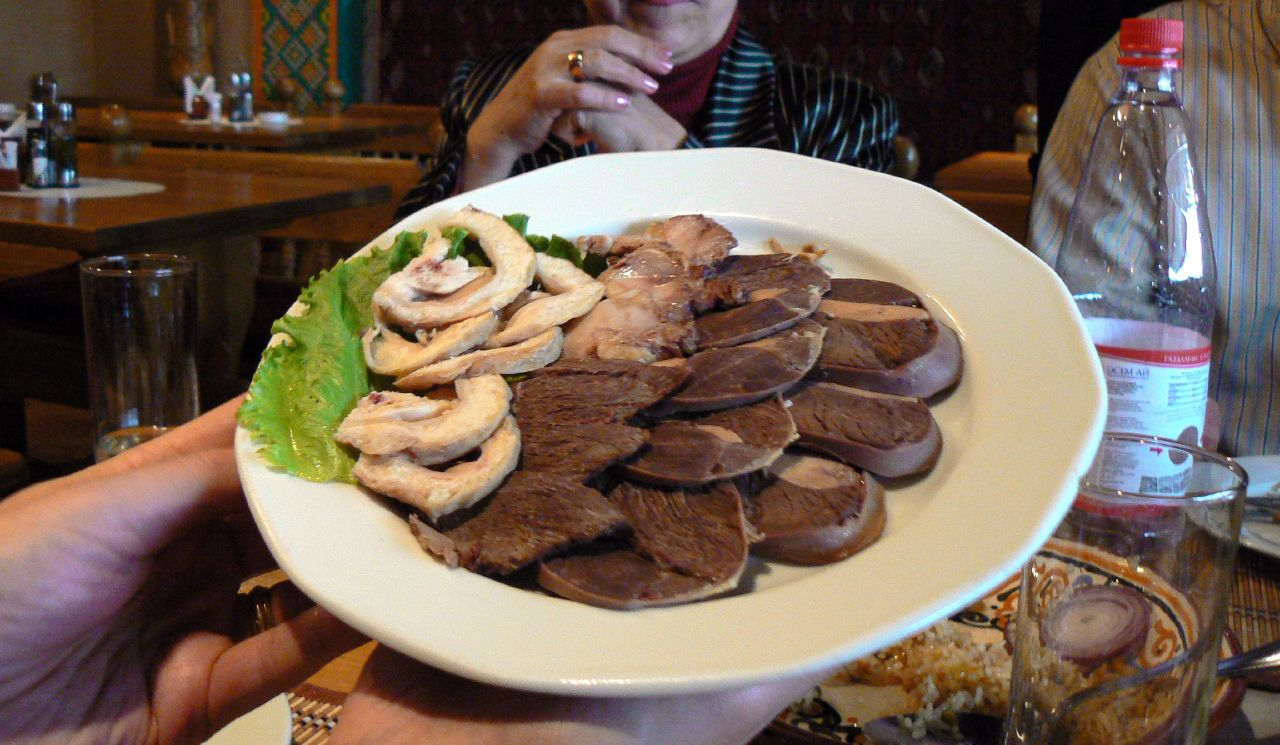
Qazılıq come parte di un piatto di carne di cavallo (a destra)

I piatti della cucina tartara possono essere suddivisi nelle seguenti categorie:
- zuppe calde,
- piatti principali,
- prodotti da forno con ripieno salato (consumati anche come piatto principale),
- piatti a base di pasta (pasta),
- prodotti da forno dolci e altri dolci, solitamente serviti con il tè.

### Zuppe
A seconda del brodo (şulpa) utilizzato come base della zuppa, le zuppe si dividono in carne, pollo, pesce, verdura, funghi, ecc. La zuppa può essere addensata con pasta, cereali o verdure, separatamente o in combinazione. Particolarmente apprezzata è la zuppa con noodle servita con toqmaç (tagliatelle fatte in casa) e arricchita con pezzi di carne bollita o pollo dal brodo.
Le zuppe sono spesso servite con polpette di carne o panini ripieni (öçpoçmaq, pärämäç, bawırsaq). Un piatto festivo e in una certa misura cerimoniale per i tartari è il pilmän (in russo: pelmeni), una specie di gnocco ripieno di carne e servito sempre in una zuppa chiara.

### Piatti principali
I piatti principali sono generalmente a base di carne, cereali e patate. La carne o il pollo bolliti nel brodo vengono tagliati a pezzetti e serviti come piatto principale, a volte fritti velocemente nell'olio con cipolle, carote e peperoni. Le patate lesse sono un contorno preferito, con rafano grattugiato servito come contorno. Un pollo ripieno di uova nel latte (tutırğan tawıq) è un piatto speciale per le vacanze.
Bäliş è il piatto tradizionale più antico che combina carne e cereali. Pezzi di carne grassa (montone, manzo, oca o interiora di oca e anatra) vengono combinati con cereali (miglio, farro, riso) e cotti in un coccio. Tutırma, un intestino pieno di fegato e miglio o riso finemente tagliati o tritati, è un'altra combinazione di carne e cereali.
Il pilaw (pilaf) viene servito durante le cene, soprattutto in città. Una versione locale popolare è il cosiddetto Kazan pilaw preparato con carne bollita. I piatti che combinano la carne bollita con le tagliatelle includono qullama o bişbarmaq, comune a molti popoli turchi. La carne viene conservata in inverno congelata naturalmente; si conserva per la primavera e l'estate mediante salatura o stagionatura. La carne di cavallo è usata per fare le salsicce; L'oca e l'anatra stagionate sono considerate una prelibatezza.
Le uova di pollame, principalmente quelle dei polli, sono un piatto molto popolare nella cucina tartara. Si mangiano bolliti, fritti e al forno.
I cereali vengono trasformati in una varietà di porridge: miglio, grano saraceno, farina d'avena, riso, piselli, ecc.

### Cibi da forno
Un'ampia varietà di piatti di pasta è una caratteristica della cucina tradizionale tartara. L'impasto azzimo è tradizionalmente utilizzato per focacce, sia dolci che salate, focacce e biscotti. La pasta lievitata viene utilizzata per fare il pane (ikmäk, ipi), che viene sempre servito ai pasti. Il pane era tradizionalmente cotto con farina di segale e solo i ricchi potevano permettersi il pane di grano. Oggi nei negozi si trovano sia il pane di grano che quello di segale.
Qabartma è una sorta di frittella di pasta lievitata che può essere preparata in diversi modi: cotta in padella davanti al fuoco di un forno aperto, o fritta in olio bollente in un calderone. Qabartma si mangia caldo, spalmato di burro.
Anche la pastella liquida viene preparata con e senza lievito. I pancakes (qoymaq) sono fatti con pastella azzimo usando farina di frumento. Le frittelle in stile bliny sono preparate con pastella di lievito utilizzando diversi tipi di farina (avena, piselli, grano saraceno, miglio, frumento o mista). Il qoymaq di pastella di lievito è più denso del bliny russo. Di solito viene servito a colazione, accompagnato da burro fuso in un piattino.
Vari prodotti da forno con ripieno salato sono specifici per la cucina tartara. Il più antico e il più semplice è qıstıbí, chiamato anche küzikmäk. Questa è una frittella azzima piegata in due e farcita con miglio cotto. Dalla fine del XIX secolo, il qıstıbí è stato preparato con purè di patate. Il bäleş a base di pasta non lievitata o fermentata viene riempito con pezzi di carne grassa (montone, manzo, oca, anatra, ecc.) Mescolati con cereali o patate. Bäleş era realizzato per occasioni speciali a forma di un tronco di cono basso con un'apertura sulla parte superiore. Successivamente il nome iniziò ad essere utilizzato per torte ordinarie con ripieni diversi, simili al pirog russo. Un'altra torta tartara tradizionale è öçpoçmaq, un guscio triangolare originariamente riempito con una miscela di carne grassa e cipolle. Successivamente si cominciarono ad aggiungere pezzi di patata al ripieno. Pärämäç (peremech) è una torta di carne macinata di forma rotonda, fritta e servita calda spolverata con burro fuso. Fatta eccezione per la forma rotonda, è simile al çibörek (cheburek) dei tartari di Crimea.
Il bäkkän (o täkä), particolarmente diffuso nelle zone rurali, è una singola torta ovale oa forma di mezzaluna (come il grande pirozhki), farcita con varie verdure (principalmente zucca, anche carote o cavoli). Sumsa è una torta simile, di solito con un ripieno di carne e riso. Un piatto festivo speciale tra i tartari urbani di Kazan è la göbädiä, una torta alta e rotonda con un ripieno a più strati, che include riso, frutta secca e qort (una specie di formaggio salato essiccato).

### Dolci
La cucina tartara offre una varietà di dolci da forno, solitamente serviti con il tè: çelpek (frittelle fritte), qatlama (un panino al forno con una varietà di ripieni di semi di papavero, semi di sesamo, qort, noci), qoş tele ("bird's lingua", quadrati fritti o diamanti di pasta non lievitata), lawaş (gnocchi fritti ripieni di uvetta), paştet (torte dolci ripiene di marmellata o frutta secca) ecc. Çäkçäk (chakchak, chak-chak o chek-chek) è un mucchio di palline di pasta dolce inzuppate di miele, comuni a tutti i popoli turchi. Era un cibo cerimoniale portato dalla sposa al ricevimento a casa dello sposo. Oggi è un dolce comune. Il miele è molto popolare in pasticceria e da solo, servito con il tè.

### Bevande
Äyrän (ayran) è una bevanda a base di latte prodotta diluendo qatıq (katyk, latte acido) con acqua fredda. Quas (kvas) è una bevanda a base di farina di segale e malto che i tartari hanno preso in prestito dai russi. Un kompot di albicocche secche è un dolce popolare alle cene.
Un'altra bevanda dolce analcolica è şirbät (sorbetto) a base di miele. Nel XIX e all'inizio del XX secolo era una bevanda puramente cerimoniale, servita agli invitati al matrimonio come "sorbetto della sposa" nella casa dello sposo.
Il tè è una bevanda tipica dell'ospitalità dei tartari. Bevono tè caldo e forte, di solito con il latte. Il tè con dolci da forno (qabartma, pancake) a volte sostituisce la colazione cucinata.

## Metodi di cottura e utensili
Il cibo è preparato nella cucina tradizionale tartara principalmente mediante bollitura, frittura e cottura al forno. La frittura viene utilizzata principalmente per cibi a base di pasta, molto meno per le carni, che sono tipicamente bollite (ad eccezione della carne per il pilaw, che richiede una frittura rapida). Sia l'ebollizione che la frittura venivano tradizionalmente fatte in un calderone di ghisa incorporato nel lato della grande stufa della cucina. La cottura è stata fatta in un forno. Cucinare su un fuoco aperto non era comune. Questo metodo è stato utilizzato per preparare frittelle (täçe qoymaq) e uova fritte (täbä).
Utensili in ghisa e pentole di coccio erano comunemente usati nel forno. Grandi padelle in ghisa profonde servite per cuocere bäleş e göbädiä. Gli utensili in legno erano ampiamente utilizzati per vari compiti. L'impasto del pane veniva impastato in vasche di legno e poi lasciato lievitare in ciotole di legno o di vimini. Il burro era fatto in zangole di legno. Il miele e il qatiq venivano conservati in contenitori di legno. Utensili da cucina fabbricati commercialmente, comprese pentole e padelle metalliche e smaltate, porcellane e bicchieri, divennero sempre più accettati a partire dalla metà del XIX secolo.
Il servizio da tè è sempre stato oggetto di un'attenzione speciale tra i tartari. Il tè viene bevuto da piccole tazze (in modo che rimanga caldo). Le tipiche tazze tartare sono piccole e basse, con un fondo arrotondato e un piattino. Il tradizionale servizio da tè tartaro include invariabilmente un samovar.
L'introduzione delle moderne stufe a gas e dei forni a microonde ha portato all'adozione di nuove tecniche di cottura, aumentando soprattutto la popolarità della frittura (carne, pesce, verdure). La modernizzazione degli utensili da cucina ha privato i calderoni, le pentole in ghisa e molti utensili in legno del loro ruolo tradizionale. La famiglia media ora utilizza un'ampia gamma di pentole in alluminio e smaltate.

## Cucina moderna
La cucina tartara, pur conservando le tradizioni nazionali, ha subito sostanziali modifiche. I cambiamenti economici e culturali hanno introdotto molte nuove pietanze, arricchendo la cucina tradizionale. Oggi vengono utilizzate più frutta e verdura che tradizionalmente, il pesce è diventato più popolare, funghi, pomodori e sottaceti sono di uso comune. L'apertura del commercio internazionale ha consentito l'accesso a frutta e verdura precedentemente considerate esotiche, ovvero banane, kiwi, mango, melanzane, ecc.
Le cucine nazionali di altri popoli dell'ex Unione Sovietica, in particolare la cucina russa, hanno influenzato le moderne abitudini alimentari dei tartari. D'altra parte, l'unicità dei piatti tartari nazionali garantisce la loro continua popolarità tra le altre nazioni.

## Nomi anglicizzati di piatti tartari
- Äyrän - ayran
- Bäleş - belesh
- Bäkkän : bekken
- Bawırsaq - bavyrsak
- Börek - burek
- Çäkçäk : chakchak
- Chee-börek - chiburekki
- Göbädiä - gubadia
- Öçpoçmaq - echpochmak, ochpochmak
- Pärämäç - peremech
- Pilmän - pilmen
- Qıstıbí - kystybyi
- Şulpa : shulpa
- Toqmaç - tokmach
- Tutırğan tawıq - tutyrgan tavyk
- Tutirma - tutyrma